# Kabinett Attlee I
Das Kabinett Attlee I wurde von Premierminister Clement Attlee am 26. Juli 1945 gebildet. Es war bis zur Ernennung des Kabinetts Attlee II am 23. Februar 1950 im Amt.

## Regierungszeit
Attlee bildete das Kabinett nach dem Wahlsieg der Labour Party bei den Unterhauswahlen vom 5. Juli 1945. Bei diesen Wahlen errang die Labour Party 11.557.821 Wählerstimmen und verbesserte ihr Ergebnis um 11,7 Prozentpunkte auf 49,7 Prozent. Zugleich stellte sie mit 393 Unterhausabgeordneten 239 Abgeordnete mehr im House of Commons als bei den Unterhauswahlen vom 14. November 1935. Die Conservative Party unter Premierminister Winston Churchill musste dagegen empfindliche Verluste hinnehmen und kam nur noch auf 8.716.211 Stimmen und verlor 11,6 Prozentpunkte, so dass sie nur noch auf 36,2 Prozent kam. Zugleich verloren 190 Abgeordnete ihr Unterhausmandat, so dass die konservativen Tories nur mehr 197 Mitglieder des House of Commons stellten.
Diese überwältigende absolute Mehrheit verringerte sich jedoch bei den darauf folgenden Unterhauswahlen vom 23. Februar 1950 auf nur noch fünf Stimmen Mehrheit.
Neben Premierminister Clement Attlee, der zugleich Vorsitzender der Labour Party war, gehörte Ernest Bevin, der bis kurz vor seinem Tod im April 1951 Außenminister (Foreign Secretary) war, zu den führenden Politikern der Regierung. Hugh Dalton wurde Schatzkanzler (Chancellor of the Exchequer), musste aber 1947 zurückgetreten, während James Chuter-Ede während der gesamten Amtszeit Attlee das Amt des Innenministers (Home Secretary) bekleidete.
Andere bedeutende Persönlichkeiten des Kabinett Attlee waren der Vize-Premierminister und Vorsitzende der Mehrheit im Unterhaus (Leader of the House of Commons), Herbert Morrison, der Bevin im März 1951 als Außenminister ablöste, sowie Stafford Cripps, der zunächst Handelsminister (President of the Board of Trade) war, allerdings Dalton 1947 als Schatzkanzler ablöste. Hugh Gaitskell bekleidete zuerst einige unbedeutendere Posten und war 1950 wiederum Nachfolger von Cripps als Schatzkanzler, wohingegen Aneurin „Nye“ Bevan Gesundheitsminister (Minister for Health) war. Arthur Greenwood fungierte als Lordsiegelbewahrer (Lord Privy Seal) und Generalzahlmeister (Paymaster General), während der spätere Premierminister Harold Wilson zum jüngsten Kabinettsmitglied im 20. Jahrhundert wurde, als er 1947 im Alter von 31 Jahren das Amt des Handelsministers übernahm. Die bedeutendste der wenigen weiblichen Regierungsmitglieder war Ellen Wilkinson, die bis zu ihrem plötzlichen Tod 1947 Bildungsministerin (Minister for Education) war.
Die Regierungszeit Attlees war geprägt von Sparmaßnahmen, die die im Krieg begonnenen Rationierungen fortsetzte und letztlich sogar auf Brot ausweitete. Die Lebensumstände waren armselig, und anstelle einer Expansion der Wirtschaft kam es nur langsam zu einem Ersatz des im Krieg zerstörten oder verbrauchten Wohlstands. Allerdings kehrte die Wirtschaftskrise der 1930er Jahre nicht zurück, so dass durch die Aufbaumaßnahmen nahezu Vollbeschäftigung notwendig war. Aus der Kriegsgefangenschaft zurückkehrende Soldaten wurden in Wirtschaft und Gesellschaft wieder aufgenommen.
In der Folgezeit kam es durch die Regierung zur Verstaatlichung von 20 Prozent der Wirtschaft und schloss die Bereiche Kohle, Eisenbahnen, Gütertransport, die Bank of England, Zivilluftfahrt, Kabel- und Drahtlose Kommunikation, Elektrizität, Gas und Stahl ein. Gleichwohl standen keine Gelder für die Modernisierung dieser Industriezweige zur Verfügung und es gab keine Ansätze, die Kontrolle an die Mitglieder der Gewerkschaften zu übergeben.
Andererseits leitete die Regierung Attlee eine umfassende Ausweitung des Wohlfahrtsstaates ein, wie zum Beispiel durch das Familienförderungsgesetz (Family Allowance Act 1945) sowie dem Gesetz zur Schaffung des National Health Service NHS (National Health Service Act 1946), durch das die Verstaatlichung der Krankenhäuser und die freie universelle medizinische Behandlung eingeführt wurde. Durch das Nationalversicherungsgesetz (National Insurance Act 1946) wurden Krankheits- und Arbeitslosigkeitsleistungen für Erwachsene sowie Altersrenten eingeführt. Letztlich wurde durch das Nationale Hilfegesetz (National Assistance Act 1948) eine Sicherheitsnetz für alle Menschen eingeführt, die nicht anderweitig abgesichert waren.
Das 1944 verabschiedete Bildungsgesetz (Education Act 1944) wurde ferner ausgeweitet und durch das sogenannte New Towns Act 1946 der Bau von Planstädten in den Vororten vorangetrieben. Da es für die meisten Vorhaben an Geldern fehlte, berief sich die Regierung auf den Keynesianismus, um für die Planung eine umfangreiche Kontrolle von nationalem Defizit und Überschuss zu begründen.
In der Außenpolitik begann die Regierung das Engagement bei den Vereinten Nationen und erreichte bei Verhandlungen mit den USA und Kanada 1946 die Gewährung eines Darlehens von 5 Milliarden US-Dollar. 1948 trat Großbritannien dem Marshallplan bei. 1947 musste es jedoch die Unterstützung von Griechenland im dortigen Bürgerkrieg aufgeben und bat die USA um Aufnahme dieser Unterstützung im Rahmen von deren sogenannter Truman-Doktrin. Andererseits nahm es eine aktive Rolle bei der Unterstützung der USA im Kalten Krieg und beim Aufbau der NATO ein. In dieser Zeit gewährte das Vereinigte Königreich seinen bisherigen Kolonien Indien, Pakistan, Ceylon und Burma die Unabhängigkeit und stärkte das Commonwealth of Nations.

## Minister
Dem Kabinett gehörten folgende Minister an:
| Zugehörigkeit |  | Labour |

| Amt                                                                                      | Bild                       | Person                                                | Partei       | Partei                            | Amtszeit           | Amtszeit         |
| ---------------------------------------------------------------------------------------- | -------------------------- | ----------------------------------------------------- | ------------ | --------------------------------- | ------------------ | ---------------- |
| Premierminister Erster Lord des Schatzamtes                                              | Clement Attlee             | Clement Attlee                                        |              | Labour Party                      | 26. Juli 1945      | 23. Februar 1950 |
| Stellvertretender Premierminister Lordpräsident des Rates Leader of the House of Commons | Herbert Morrison           | Herbert Morrison                                      | Labour Party | 26. Juli 1945                     | 23. Februar 1950   |                  |
| Verteidigungsminister                                                                    | Clement Attlee             | Clement Attlee                                        | Labour Party | 26. Juli 1945                     | 20. Dezember 1946  |                  |
| Verteidigungsminister                                                                    | Albert Alexander           | Albert Victor Alexander                               |              | Co-operative Party (Labour Co-op) | 20. Dezember 1946  | 23. Februar 1950 |
| Lordkanzler                                                                              | William Jowitt             | William Jowitt, 1. Baron Jowitt                       |              | Labour Party                      | 26. Juli 1945      | 23. Februar 1950 |
| Lordsiegelbewahrer                                                                       | Arthur Greenwood           | Arthur Greenwood                                      | Labour Party | 26. Juli 1945                     | 14. April 1947     |                  |
| Lordsiegelbewahrer                                                                       |                            | Philip Inman, 1. Baron Inman                          | Labour Party | 14. April 1947                    | 7. Oktober 1947    |                  |
| Lordsiegelbewahrer                                                                       | Christopher Addison        | Christopher Addison, 1. Viscount Addison              | Labour Party | 7. Oktober 1947                   | 23. Februar 1950   |                  |
| Schatzkanzler Zweiter Lord des Schatzamtes                                               | Hugh Dalton                | Hugh Dalton                                           | Labour Party | 26. Juli 1945                     | 13. November 1947  |                  |
| Schatzkanzler Zweiter Lord des Schatzamtes                                               | Stafford Cripps            | Stafford Cripps                                       | Labour Party | 13. November 1947                 | 23. Februar 1950   |                  |
| Minister für Wirtschaftsangelegenheiten                                                  | Stafford Cripps            | Stafford Cripps                                       | Labour Party | 29. September 1947                | 3. November 1947   |                  |
| Außenminister                                                                            | Ernest Bevin               | Ernest Bevin                                          | Labour Party | 26. Juli 1945                     | 23. Februar 1950   |                  |
| Innenminister                                                                            | Chuter Ede                 | James Chuter-Ede                                      | Labour Party | 26. Juli 1945                     | 23. Februar 1950   |                  |
| Minister für die Kolonien                                                                | Hugh Dalton                | George Henry Hall                                     | Labour Party | 26. Juli 1945                     | 4. Oktober 1946    |                  |
| Minister für die Kolonien                                                                |                            | Arthur Creech Jones                                   | Labour Party | 4. Oktober 1946                   | 23. Februar 1950   |                  |
| Minister für Angelegenheiten der Dominion                                                | Christopher Addison        | Christopher Addison, 1. Viscount Addison              | Labour Party | 26. Juli 1945                     | 7. Oktober 1947    |                  |
| Minister für Angelegenheiten der Dominion                                                | Philip Noel-Baker          | Philip Noel-Baker                                     | Labour Party | 7. Oktober 1947                   | 23. Februar 1950   |                  |
| Minister für Indien und Burma                                                            | Frederick Pethick-Lawrence | Frederick Pethick-Lawrence, 1. Baron Pethick-Lawrence | Labour Party | 26. Juli 1945                     | 14. April 1947     |                  |
| Minister für Indien und Burma                                                            |                            | William Hare, 5. Earl of Listowel                     | Labour Party | 14. April 1947                    | 4. Januar 1948     |                  |
| Erster Lord der Admiralität                                                              | Albert Alexander           | Albert Alexander                                      |              | Co-operative Party (Labour Co-op) | 26. Juli 1945      | 4. Oktober 1946  |
| Erster Lord der Admiralität                                                              | Hugh Dalton                | George Hall                                           |              | Labour Party                      | 4. Oktober 1946    | 23. Februar 1950 |
| Kriegsminister                                                                           | Jack Lawson                | Jack Lawson                                           | Labour Party | 26. Juli 1945                     | 4. Oktober 1946    |                  |
| Kriegsminister                                                                           | Frederick Bellenger        | Frederick Bellenger                                   | Labour Party | 4. Oktober 1946                   | 7. Oktober 1947    |                  |
| Kriegsminister                                                                           | Manny Shinwell             | Emanuel Shinwell                                      | Labour Party | 7. Oktober 1947                   | 23. Februar 1950   |                  |
| Luftfahrtminister                                                                        | William Wedgwood Benn      | William Wedgwood Benn, 1. Viscount Stansgate          | Labour Party | 26. Juli 1945                     | 4. Oktober 1946    |                  |
| Luftfahrtminister                                                                        | Philip Noel-Baker          | Philip Noel-Baker                                     | Labour Party | 4. Oktober 1946                   | 7. Oktober 1947    |                  |
| Luftfahrtminister                                                                        |                            | Arthur Henderson                                      | Labour Party | 7. Oktober 1947                   | 23. Februar 1950   |                  |
| Bildungsminister/in                                                                      | Ellen Wilkinson            | Ellen Wilkinson                                       | Labour Party | 26. Juli 1945                     | 10. Februar 1947   |                  |
| Bildungsminister/in                                                                      |                            | George Tomlinson                                      | Labour Party | 10. Februar 1947                  | 23. Februar 1950   |                  |
| Minister für Schottland                                                                  |                            | Joseph Westwood                                       | Labour Party | 26. Juli 1945                     | 7. Oktober 1947    |                  |
| Minister für Schottland                                                                  |                            | Arthur Woodburn                                       | Labour Party | 7. Oktober 1947                   | 23. Februar 1950   |                  |
| Minister für Landwirtschaft und Fischerei                                                | Tom Williams               | Tom Williams                                          | Labour Party | 26. Juli 1945                     | 23. Februar 1950   |                  |
| Minister für Arbeit und den nationalen Dienst                                            |                            | George Isaacs                                         | Labour Party | 26. Juli 1945                     | 23. Februar 1950   |                  |
| Gesundheitsminister                                                                      | Aneurin Bevan              | Aneurin Bevan                                         | Labour Party | 26. Juli 1945                     | 23. Februar 1950   |                  |
| Handelsminister                                                                          | Stafford Cripps            | Stafford Cripps                                       | Labour Party | 26. Juli 1945                     | 29. September 1947 |                  |
| Handelsminister                                                                          | Harold Wilson              | Harold Wilson                                         | Labour Party | 29. September 1947                | 23. Februar 1950   |                  |
| Minister für Brennstoffe und Energie                                                     | Manny Shinwell             | Emanuel Shinwell                                      | Labour Party | 26. Juli 1945                     | 7. Oktober 1947    |                  |
| Minister für Brennstoffe und Energie                                                     | Hugh Gaitskell             | Hugh Gaitskell                                        | Labour Party | 7. Oktober 1947                   | 23. Februar 1950   |                  |
| Minister ohne Geschäftsbereich                                                           | Albert Alexander           | Albert Victor Alexander                               | Labour Party | 4. Oktober 1946                   | 20. Dezember 1946  |                  |
| Minister ohne Geschäftsbereich                                                           | Arthur Greenwood           | Arthur Greenwood                                      | Labour Party | 17. April 1947                    | 29. September 1947 |                  |
| Chancellor of the Duchy of Lancaster                                                     |                            | John Hynd                                             | Labour Party | 26. Juli 1945                     | 17. April 1947     |                  |
| Chancellor of the Duchy of Lancaster                                                     | Frank Pakenhan             | Frank Pakenham                                        | Labour Party | 17. April 1947                    | 31. Mai 1948       |                  |
| Chancellor of the Duchy of Lancaster                                                     | Hugh Dalton                | Hugh Dalton                                           | Labour Party | 31. Mai 1948                      | 23. Februar 1950   |                  |
| Minister für Zivilluftfahrt                                                              |                            | Reginald Fletcher                                     | Labour Party | 26. Juli 1945                     | 4. Oktober 1946    |                  |
| Minister für Zivilluftfahrt                                                              | Harry Nathan               | Harry Nathan                                          | Labour Party | 4. Oktober 1946                   | 31. Mai 1948       |                  |
| Minister für Zivilluftfahrt                                                              | Frank Pakenhan             | Frank Pakenham                                        | Labour Party | 31. Mai 1948                      | 23. Februar 1950   |                  |